# Туфал-хан
Туфал-хан (д/н — 1574) — останній султан Берару у 1568—1572 роках.

## Життєпис
Походив з декканської знаті, але якого саме роду невідомо. Зробив успішну кар'єру за часів панування султана Дар'ї. 1561 року після смерті останнього став регентом при малому султанові Бурхані. Тго ж року Туфал надав допомогу хандеському султану Мірану Мубарак-шаху у відбитті могольського вторгнення.
1565 року домігся відправлення військ, які сам очолив, до коаліційної армії деканських султанатів, яка завдала поразки Віджаянагарській імперії в битві біля Талікоту. В наступні роки зумів відбити напади Ахмеднагарського, Біджапурського і Хандеського султанатів.
1568 року повалив султана Бурхана, захопивши трон. 1572 року під приводом відновлення на троні Бурхана до берарського султанату вдерся ахмеднагарський султан Муртаза Нізам-шах I. Туфал-хан втік до гірської фортеці Нарнала зі колишнім султаном Бурханом і звернувся за допомогою до могольського падишаха Акбара. Той звернувся до Муртази Нізам-шаха відійти і повернути владу над Бераром Туфал-хану. Але той проігнорував цю вимогу. 12 квітня 1574 року Туфала і Бурхана було схоплено й відправлено до однієї з фортець, що захопила ахмеднагарська армія. Тут вони невдовзі вони померли від отруєння чи задухи. Берарський султанат було приєднано до Ахмеднагарського.